# Amfiteatr w Weronie

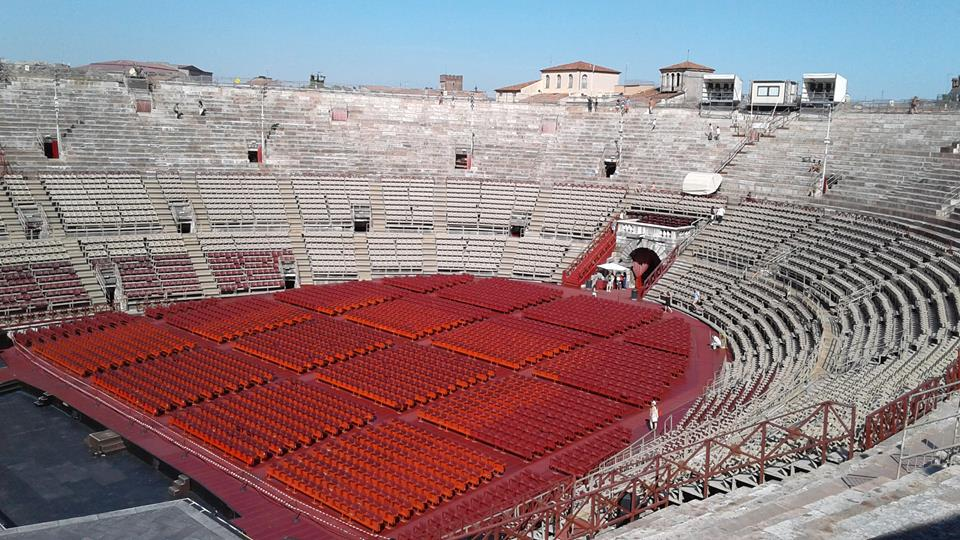
Współczesne wnętrze amfiteatru

Amfiteatr w Weronie, popularnie zwany Areną – starożytny rzymski amfiteatr znajdujący się we włoskiej Weronie, trzeci co do wielkości po Koloseum i amfiteatrze w Kapui.

## Historia
Budowla została wzniesiona w I wieku n.e. Początkowo leżała na zewnątrz murów miejskich, w obręb których została włączona dopiero w III wieku. Na arenie amfiteatru odbywały się walki gladiatorów oraz walki z dzikimi zwierzętami. Szacuje się, że widownia mogła pomieścić w starożytności do 30 tysięcy osób.
Zewnętrzne wymiary wzniesionej na planie elipsy budowli wynoszą 138,77×109,52 m, arena ma natomiast wymiary 73,68×44,43 m. Do wnętrza można było dostać się przez 64 oddzielne wejścia. Struktura nośna wykonana została z betonu i kamieni, natomiast zewnętrzną stronę murów wyłożono cegłą i miejscowym różowawym wapieniem. Do czasów współczesnych z amfiteatru zachowały się dwie kondygnacje wyłożonych tym „werońskim” kamieniem arkad, z 44 rzędami kamiennych siedzeń. Trzykondygnacyjny pierścień muru zewnętrznego zawalił się podczas trzęsienia ziemi w 1117 r. i do dziś zachował się wyłącznie jego niewielki fragment, zwany „skrzydłem” (ala). Pozostałe uszkodzenia naprawiono w następnym stuleciu, a obiekt znów zaczął pełnić rolę miejskiej areny. M.in. to tam w 1273 r. spłonęło na stosach 169 patarów – przedstawicieli heretyckiego ruchu z Sirmione.
Podobnie jak wiele innych budowli rzymskich, amfiteatr był po upadku cesarstwa traktowany jako źródło budulca, już w okresie renesansu podjęto jednak pierwsze starania o zabezpieczenie i konserwację zabytku. Wyróżnił się na tym polu w połowie XVI w. burmistrz miasta, Hieronim Marmoreus, którego wdzięczni senatorowie uhonorowali w 1569 r. okolicznościową tablicą pamiątkową.
Arena przyciągała uwagę wędrowców i pierwszych turystów, podróżujących po Italii w XVIII i XIX w. M.in. w 1786 r. podziwiał ją Johann Wolfgang von Goethe, który w dzienniku swej włoskiej podróży zapisał: „Amfiteatr jest więc pierwszym znakomitym pomnikiem czasów starożytnych, który widzę; a jak świetnie zachowany!”
W 1913 roku, dla uczczenia setnej rocznicy urodzin Giuseppe Verdiego, w amfiteatrze wystawiona została Aida. Odtąd aż do dziś budowla pełni funkcję stałej sceny dla rozmaitych koncertów. M.in. w 1947 r. zadebiutowała tam słynna później śpiewaczka Maria Callas. Współcześnie na widowni może zmieścić się 15 tysięcy osób. Jako jedna z wciąż najlepiej zachowanych starożytnych budowli tego rodzaju, będzie miejscem ceremonii zamknięcia Zimowych Igrzysk Olimpijskich 2026.